# Национална галерија Канаде
Национална галерија Канаде (фр. Musée des beaux-arts du Canada), смештена у главном граду Отави, у Онтарију, канадски је национални музеј уметности. Зграда музеја заузима 46,621 m2 (501,82 sq ft), с 12,400 m2 (133,47 sq ft) простора који се користи за излагање уметничких дела, чинећи музеј једним од највећих музеја уметности у Северној Америци по изложбеном простору.
Институција је основана 1880. у згради Другог врховног суда Канаде, а пресељена је у зграду Меморијалног музеја Викторија 1911. године. Влада Канаде је 1913. усвојила Закон о националној галерији, формално назначивши мандат институције као националног музеја уметности. Музеј је 1960. премештен у зграду Лорне. Године 1988. музеј је пресељен на данашње место. Национална галерија Канаде смештена је у стакленој и гранитној згради на Сасекс Драјву, с прелепим погледом на зграде канадског парламента на брду Парламента. Зграду је пројектовао Моше Сафдие и отворена је 1988.
Стална збирка музеја обухвата преко 93.000 дела европских, америчких и азијских, канадских и аутохтоних канадских уметника. Поред излагања дела из своје сталне колекције, музеј такође организује и угошћава бројне путујуће изложбе.

## Историја
Галерију је први пут основао канадски генерални гувернер Џон Кембел, 9. војвода од Аргила, 1880. године, с оснивањем Краљевске канадске академије уметности. Године 1882. пресељена је у свој први дом на брду Парламента, и смештена у згради Другог врховног суда Канаде.
Ерик Браун је 1910. именован за првог директора. Године 1911. Галерија се преселила у зграду Меморијалног музеја Викторија, делећи је с Националним музејом природних наука. Године 1913. усвојен је први Закон о Националној галерији, у коме су наведени мандат и ресурси Галерије. Током 1920-их зграда је проширена, што је довело до проширења уметничке галерије на четири спрата и стварања посебног улаза за уметнички музеј и преградног зида између Музеја природних наука и Националне галерије. Међутим, као и код зграде Врховног суда, на његову локацију у згради Меморијалног музеја Викторије гледало се као на „привремени простор“, с плановима да се на крају пресели на нову сталну локацију.
Од 1950-их, простор у згради Меморијалног музеја Викторија постао је недовољан за музејске збирке. Музеј је 1952. године покренуо конкурс за дизајн сталног дома за галерију. Међутим, музеј није успео да прикупи подршку владе, што је резултирало тиме да музеј на крају одустане од победничке понуде. У настојању да обезбеди изведив компромис за Националну галерију, влада је понудила Националној галерији осмоспратну пословну зграду Лорне на коришћење. Национална галерија уселила се у осмоспратну пословну зграду у улици Елгин. Зграда је срушена ради изградње пословне зграде од 17 спратова у којој ће се налазити Федерално министарство финансија.
Године 1962. директор музеја, Чарлс Комфорт, критикован је од стране америчких новинара јер су половина изложених дела Валтера Крајслера били фалсификати. Комфорт је омогућио да изложба буде постављена у музеју, упркос упозорења директора Монтреалског музеја лепих уметности.
Корпорација Националних музеја Канаде преузела је Националну галерију Канаде 1968. Током 1970-их, у Националној галерији су видели да је корпорација своја средства преусмерила у регионалне галерије. Музеј је завршио обнову зграде Лорне 1976. године. Међутим, до 1980. постало је очигледно да ће Национална галерија морати да се пресели из зграде, с обзиром на лоше стање зграде, употребу азбеста у згради и неадекватне изложбене површине које су музеју пружале тек довољно простора да у једном тренутку изложи само два одсто своје колекције.
Године 1982. премијер Пјер Тридо најавио је преокрет у фокусу политике ка „стварању нације“, с приоритетом који је дат уметности, у настојању да обогати канадски идентитет. Исте године, министар комуникација Франсис Фокс прогласио је посвећеност владе да у року од пет година подигне нове сталне зграде за своје националне музеје, укључујући Националну галерију и Музеј човека. Директора Националне галерије Жана Сатерленда Богса изабрао је Тридо да надгледа изградњу националне галерије и музеја. Музеј је започео изградњу своје сталне музејске зграде на Сасекс Драјву 1985. године, а отворен је у мају 1988.
Преусмеравање средстава Корпорације Националних музеја Канаде за помоћ у финансирању регионалних музеја окончано је 1982. године, а Национални музеји Канаде формално су распуштени 1987. Као резултат распада, Национална галерија је стекла своју институционалну независност, и мандат и овлашћења назначена у законодавном акту пре 1968.
Године 1985. новостворени канадски Музеј савремене фотографије придружио се Националној галерији. Мандат, збирке и особље преселили су се на нову локацију 1992. године. Управа овог музеја спојена је 1988. с управом Националне галерије. Музеј је радио до 2006, а његова колекција је припојена Националној галерији 2009. године.
У децембру 2009. Национална галерија Канаде и Уметничка галерија Алберта издале су заједничко саопштење за штампу најављујући трогодишње партнерство, којим ће се галерије Уметничке галерије Алберте користити за излагање дела из колекције Националне галерије. Програм је био први „сателитски програм“ између Националне галерије Канаде и друге институције, са сличним иницијативама покренутим у другим канадским уметничким галеријама наредних година.
Марк Мајер именован је за директора музеја 19. јануара 2009. 19. априла 2019. наследила га је Александра Суда, која је постављена за 11. директора и извршног директора Националне галерије Канаде.

## Архитектура
Национална галерија Канаде смештена је у згради на Сасекс Драјву, у близини четврти ByWard Market. Зграда је четврто здање у коме се налази музеј уметности. Данашњу зграду музеја дизајнирао је Моше Сафдие, изградња је започета 1985, а зграда је отворена 1988. године. Зграда има укупну површину од 46.621 m2 (501.820 sq ft). Краљевски архитектонски институт Канаде је 2000. изабрао Националну галерију за једну од 500 најбољих зграда изграђених у Канади током последњег миленијума.

### Спољашњост
Северну, источну и западну спољну фасаду зграде чине зидови од ружичастог гранита и стаклени прозори. Јужна спољна фасада одликује се издуженим стакленим зидом, ослоњеним на бетонске стубове груписане по четири. Профил јужне фасаде пројектован је тако да опонаша катедралу, при чему су бетонски пилони коришћени на сличан начин као летећи потпорни стубови у готичким катедралама. Источни део јужне фасаде зграде прелази у кристалну стаклену куполу ниске висине у којој се налази главни улаз музеја; а њен западни део има тростепену стаклену куполу.

### Ентеријер
Унутрашњи улазни под обложен је ружичастим гранитом и има косину широку 4 м. Сафдие је назначио важност рампе у његовом дизајну, наводећи да треба „проћи кроз неку врсту процесије да бисте ушли у нешто важно као што је Национална галерија“. Зидови предворја обложени су правоугаоним резаним ружичастим гранитом, изузимајући јужни зид, који је део спољне фасаде обложене стакленим зидовима. Стаклени и челични плафон који подсећа на архитектуру готичке катедрале, протеже се читавим путем дуж косине. Међутим, за разлику од већине готичких катедрала, таваница има одређени број бетонских стубова размакнутих да подупиру кров. Врх косине води према Великој сали зграде, смештеној у троспратној стакленој куполи.
Унутрашње двориште зграде укључује врт Таига. Врт је дизајнирала Корнелија Оберландер, моделирајући га према слици Дивљина А.Ј. Џексона; из сталне колекције Националне галерије. Врт покушава да опонаша пејзаж приказан на слици, Канадски штит.

## Збирка
Од октобра 2018. стална колекција Националне галерије Канаде садржи преко 93 625 дела,  представљајући бројне уметничке покрете и ере у историји уметности. Галерија има велику и разноврсну колекцију слика, цртежа, скулптура и фотографија. Најранија дела која је музеј набавио била су од канадских уметника, а канадска уметност је остала у фокусу институције. Међутим, колекција такође укључује бројна дела уметника из целог света. Збирка музеја формирана је куповином и донацијама. Музеј организује сопствене путујуће изложбе за излагање своје колекције путујући по Канади и иностранству.  Национална галерија је највећи позајмљивач уметничких дела у Канади, шаљући приближно 800 комада годишње.
Збирка графика и цртежа музеја обухвата 27.000 дела на папиру од 15. века до данас. Збирка графика и цртежа обухвата 10.000 дела канадских уметника на папиру; више од 800 ових отисака и цртежа су израдили инуитски уметници. Колекција графика и цртежа такође укључује 2.500 цртежа и 10.000 отисака америчких, азијских и европских уметника.
Музеј такође има приближно 400 дела азијских уметника, која датирају од 200. н.е. до 19. века. Азијска колекција музеја започета је почетком 20. века, с низом радова који потичу из колекције Насли Хераманека. Музеј такође има колекцију фотографија, којом управља Канадски институт за фотографију. Одређени број фотографија из колекције потекао је из угашеног канадског Музеја савремене фотографије.
Највеће дело у Галерији је целокупна унутрашњост капеле из улице Ридо, која је чинила део Самостана Госпе Пресветог Срца. Унутрашње украсе капеле дизајнирао је Жорж Кујон 1887. Унутрашњост капеле музеј је добио 1972. када је самостан предвиђен за рушење. 1123 комада ентеријера демонтирано је, ускладиштено и реконструисано у галерији као уметничко дело 1988. године.

### Канађани и домороци
Канадска колекција музеја укључује дела која потичу из Нове Француске из 18. века, до 1990-их. Колекција садржи слике из пре-конфедерације; апстрактне слике и друга дела послератне уметности; и колекцију канадског сребра Хенри Биркса. Ране слике пре-конфедерације биле су међу првим предметима у канадским колекцијама, а најранија дела Националне галерије потичу од канадских уметника с Краљевске канадске академије уметности.
Канадска колекција музеја чува велики број дела Групе седморице. У музеју се налази и велика колекција дела Тома Томсона, с тим што је музеј својој колекцији додао The Jack Pine 1918. У музеју се налази и највећа колекција дела Алекса Колвила. Међу осталим уметницима у колекцијама су Вилијам Берци, Џек Буш, Пол-Емил Бордуа, Емили Кар, и др. 
У знак сећања на 150. годишњицу Канаде 2017. године, музеј је предузео обнову у износу од 7,4 милиона америчких долара како би отворио канадску и домородачку уметност. Галерија приказује напредак канадске уметности и историје, излажући паралелно канадска и аутохтона канадска дела. Ова дела су изложена на начин који испитује испреплетане односе између две групе људи.
Домородачка колекција укључује дела аутохтоних уметника широм света, мада нагласак ставља на дела аутохтоних народа Канаде. Музејска збирка је своја прва дела уметника Првих народа и Метис народа стекла почетком 20. века. Музеј је своја прва инуитска дела стекао 1956. године, израдили су их уметници у Нунавику. Године 1979. Хенри Биркс је завештао бројна дела аутохтоних канадских уметника Националној галерији. Одељење за индијанска питања и северни развој завештало је 570 дела инуитских уметника 1989. и 1992.

### Савремена уметност
Савремена колекција музеја обухвата 1.500 дела уметника од 1990-их. Савремена колекција садржи бројна дела канадских и аутохтоних канадских уметника. Прво аутохтоно канадско дело савремене уметности, које је Национална галерија стекла, било је 1987. године, дело уметника Анишинабе народа, Карла Бима. 2017. године Боб Рени поклонио је Националној галерији колекцију савремене уметности у част 150. годишњице Канаде. Колекција обухвата 197 слика, скулптура и комбинација, од којих већина потиче од уметника из Ванкувера. Међутим, колекција Рени садржи и нека међународна савремена дела, укључујући Дорис Салцедо.

### Европска, америчка и азијска уметност
Подручје сакупљања у Европи, Америци и Азији укључује већину дела музеја не-канадских уметника. Музеј је своје прво европско дело, слику „Ignatius Sancho” Томаса Гејнсбороа, стекао 1907. године. Музеј је почео да развија своју колекцију америчке уметности тек 1970-их. Збирка музеја укључује америчка и европска дела која датирају од ренесансе до 20. века. Поред западњачке уметности, у збирци се налази и 400 дела из Индије, Непала и Тибета.
Музејска европска колекција се од тада проширила или набавком или поклонима. Дела стечена аквизицијама укључују La Tour Eiffel Марка Шагала, који је музеј набавио 1956. за 16.000 долара. 2018. музеј је планирао да прода тај комад за финансирање набавки других дела, али је напустио те планове након што је утврђено да је непопуларно у јавности. 2005. галерија је набавила слику италијанског ренесансног сликара Франческа Салвиатија за 4,5 милиона долара. 2018. музеј је набавио The Partie Carée ЏејмсаТисоа стављајући је на изложбу у децембру 2018. Међу осталим уметницима који су представљени у европској колекцији музеја су Алехо Фернандез,  Густав Климт, Елисабет Виже-Лебран, Анри Матис, Клод Моне, Рембрант и Винсент ван Гог. 

## Библиотека и архива
Библиотека и архиве Националне галерије Канаде чувају обимну колекцију уметничке литературе о канадској уметности. Библиотека и архиве основане су с музејом 1880. и садрже документе о западној уметности од касног средњег века до данас. Колекција обухвата 275.000 књига, каталога изложби и периодичних публикација; 76.000 документационих датотека; и 95.000 микроформи. 
Посебне колекције библиотека и архива укључују преко 50 000 каталога с аукција, поред 182 000 дијапозитива и 360 000 истраживачких фотографија. Изузетни материјали и значајне колекције библиотека и архива садрже бројне ретке отиске, књиге и плочице о канадским уметницима, као и предмете који се односе на историчаре канадске уметности.

## Припадност
Музеј је повезан с неколико удружења: Канадско удружење музеја, Удружење уметничких галерија Онтарио, Канадску информативну мрежу баштине и Виртуелни музеј Канаде.

## Одабрани радови

### Канадска колекција
- Шарлота Шрајбер, The Croppy Boy, 1879
- Том Томсон, Northern River, 1914–15
- Том Томсон, Spring Ice, 1915–16
- Џ.Е.Х. Макдоналд, The Tangled Garden, 1916
- Едвард Вадсворт, Dazzle-ships in Drydock at Liverpool, 1919
- Дејвид Милне, Vimy Ridge from Souchez, Estaminet among the Ruins, 1919
- Френклин Кармајкл, The Upper Ottawa, near Mattawa, 1924
- Бил Вазан, Black Nest, 1989–91

### Европска и америчка колекција
- Огист Роден, The Age of Bronze|, 1875–1876, cast in 1901
- Анри Матис, Yellow Odalisque, 1926
- M. C. Escher, Stars, 1948
- Barnett Newman, Voice of Fire, 1967

- Сандро Ботичели, The Triumph of Mordecai, око 1475
- Ханс Балдунг, Eve, Serpent and Death, око 1510–15
- Лорензо Лото, Madonna with the Child and Sts Rock and Sebastian, око 1518
- Тицијан, Daniele Barbaro, 1545
- Паоло Веронезе, Fragment of the Petrobelli Altarpiece - The Dead Christ with Angels, око 1563
- Ел Греко, St Francis and Brother Leo Meditating on Death, око 1600–05
- Петер Паул Рубенс, The Entombment, око 1612–15
- Рембрант, A young woman at her toilet, 1632–33
- В. Тарнер, Ein Fischer von Shoeburyness preit einen Prahm von Whitstable, око 1809
- Оноре Домије,The Third-Class Carriage, 1863–65
- Винсент ван Гогс, Iris, 1890
- Клод Моне, Waterloo Bridge: the Sun in a Fog, 1903
- Камиј Писаро, Hay Harvest at Éragny, 1901
- Пол Сезан, Forest, око 1902–04
- Густав Климт, Die Hoffnung, 1903
- А. Горки, Charred Beloved II, 1946

### Збирка графика и цртежа
- Ђорђо Вазари, Abraham and the Three Angels, око 16th century
- Каспар Давид Фридрих, Knabe auf einem Grab, око 1801–03
- Ежен Делакроа, La barque de Dante, око 1820
- Франциско Гоја, Holy Week in Spain in Times Past, око 1825
- Форд Мадокс Браун, Portrait of Emma Madox Brown, 1853
- Џон Еверет Миле, Portrait of Effie Ruskin, око 1853
- Одилон Редон, The Raven, 1882
- Мери Касат, Woman Bathing, око 1890–1891